# Utaiwan Kaensing
Utaiwan Kaensing (ur. 7 września 1988 r. w Bangkoku w Tajlandii). Siatkarka gra na pozycji środkowej. 
Obecnie występuje w drużynie Suan Sunandha Rajabhat.